# Pio de Freitas Silveira
Pio de Freitas Silveira CM (* 29. April 1885 in Campina Verde, Minas Gerais, Brasilien; † 19. Mai 1963) war ein römisch-katholischer Ordensgeistlicher und Bischof von Joinville.

## Leben
Pio de Freitas Silveira trat dem Lazaristenorden bei und empfing am 13. Juni 1908 das Sakrament der Priesterweihe.
Papst Pius XI. ernannte ihn am 25. Januar 1929 zum ersten Bischof des wenige Tage zuvor errichteten Bistums Joinville. Der Erzbischof von Diamantina, Joaquim Silvério de Souza, spendete ihm am 9. Juni desselben Jahres die Bischofsweihe; Mitkonsekratoren waren João Antônio Pimenta, Bischof von Montes Claros, und Antônio José dos Santos CM, Weihbischof in Diamantina.
Papst Pius XII. nahm am 19. Januar 1955 seinen Verzicht auf das Bistum Joinville an und ernannte ihn zum Titularbischof von Voncaria.